# The Nemesis
The Nemesis (titolo di lavorazione The Brand of Man) è un cortometraggio muto del 1915 interpretato e diretto da Henry King.

## Produzione
Il film fu prodotto dalla Balboa Amusement Producing Company. Venne girato a Long Beach, la cittadina californiana sede della casa di produzione.

## Distribuzione
Distribuito dalla Pathé Exchange, il film - un cortometraggio di 20 minuti - uscì nelle sale statunitensi il 1º maggio 1915.